# Proceso Alberger
El proceso Alberger es un método para producir sal. 

## Método
Implica la evaporación mecánica y utiliza una bandeja de evaporación abierta y energía de vapor. Esto da como resultado una sal en escamas tridimensional en forma de copa, que tiene baja densidad aparente, alta solubilidad y buena adhesión. 

## Fabricación y marca
Cargill opera una planta en St. Clair, Michigan, que es el único lugar en los Estados Unidos que fabrica dicha sal utilizando el proceso Alberger. La marca Diamond Crystal tiene licencia como sal kosher. 

## Historia
El método fue patentado por Charles L. Weil el 8 de junio de 1915.